# Třída Redoutable (1928)
Třída Redoutable byla třída oceánských ponorek francouzského námořnictva. Celkem bylo postaveno 31 jednotek této třídy. Francouzské námořnictvo je provozovalo v letech 1931–1952. Vypuknutí druhé světové války se dočkalo 29 ponorek, přičemž 24 bylo během války ztraceno. Většina zůstala po francouzské kapitulaci podřízena vládě ve Vichy, přičemž podmínky kapitulace zakazovaly jejich modernizaci. Následně bylo mnoho ponorek ztraceno při obraně Vichistickou Francií kontrolovaných území francouzské koloniální říše před Spojenci. Zejména v bitvách o Dakar, Gabon, Madagaskar a při invazi do Severní Afriky. Šest ponorek během války přešlo do námořních sil Svobodné Francie. Čtyři z nich byly modernizovány v USA a po válce dosloužily ve výcviku.

## Pozadí vzniku
Vylepšená verze třídy Requin. Ponorky třídy Redoutable byly považovány za úspěšnou konstrukci. Měly dobré nautické vlastnosti a dosahovaly vysoké rychlosti, jen ponoření bylo pomalejší (45–50 sekund). Na počátku války však již zastarávaly. Celkem bylo postaveno 31 jednotek této třídy. Jejich stavba byla rozdělena do tří sérií, které se lišily silnějšími diesely. První série čítala devatenáct ponorek. Dvě ponorky byly objednány roku 1924, sedm roku 1925, po pěti v letech 1926 a 1927. Šest člunů druhé série v letech 1928–1929 a šest člunů poslední třetí série roku 1930. Do stavby bylo zapojeno osm francouzských loděnic. Osm ponorek postavila loděnice Arsenal de Cherbourg v Cherbourgu, sedm ponorek loděnice Ateliers et Chantiers de la Loire v Nantes, šest ponorek loděnice Arsenal de Brest v Brestu, tři ponorky loděnice Forges et chantiers de la Méditerranée v La Seyne a po dvou ponorkách v loděnicích Arsenal de Lorient v Lorientu, Chantiers navals français (CNF) v Caen, Ateliers et Chantiers de Saint-Nazaire-Penhoët v Saint-Nazaire a Ateliers et Chantiers Dubigeon v Nantes. Do služby byly přijaty v letech 1931–1939.
Jednotky třídy Redoutable:
| Jméno                 | Série | Loděnice                                       | Založení kýlu | Spuštěn            | Vstup do služby | Osud |
| --------------------- | ----- | ---------------------------------------------- | ------------- | ------------------ | --------------- | --- |
| Redoutable (Q136)     | 1.    | Arsenal de Cherbourg                           | 1924          | 24. února 1928     | červenec 1931   | V letech 1940–1942 podřízena vládě ve Vichy. Dne 27. listopadu 1942 v Toulonu potopena vlastní posádkou. Vyzvednuta Italy, ale 11. března 1944 zničena spojeneckým letectvem.                                                    |
| Vengeur (Q137)        | 1.    | Arsenal de Cherbourg                           | 1924          | 1. září 1928       | prosinec 1931   | V letech 1940–1942 podřízena vládě ve Vichy. Dne 27. listopadu 1942 v Toulonu potopena vlastní posádkou. |
| Pascal (Q138)         | 1.    | Arsenal de Brest                               | 1925          | 19. července 1928  | září 1931       | V letech 1940–1942 podřízena vládě ve Vichy. Dne 27. listopadu 1942 v Toulonu potopena vlastní posádkou. Vyzvednuta Italy, ale 23. března 1944 zničena spojeneckým letectvem.                                                    |
| Pasteur (Q139)        | 1.    | Arsenal de Brest                               | 1925          | 19. července 1928  | září 1932       | Dne 18. června 1940 během oprav v Brestu vyhozena do vzduchu, aby nebyla zajata Němci. |
| Henri Poincaré (Q140) | 1.    | Arsenal de Lorient                             | 1925          | 10. dubna 1929     | prosinec 1931   | V letech 1940–1942 podřízena vládě ve Vichy. Dne 27. listopadu 1942 v Toulonu potopena vlastní posádkou. Vyzvednuta Italy, ale 9. září 1944 zničena spojeneckým letectvem.                                                       |
| Poncelet (Q141)       | 1.    | Arsenal de Lorient                             | 1925          | 10. dubna 1929     | září 1932       | V roce 1940 zůstala podřízena vládě ve Vichy. Ztracena v bitvě o Gabon. Dne 8. listopadu 1940 poškozena britskou šalupou HMS Milford a v Baie du Cap Lopez u Port-Gentil (jižně od Libreville) potopena vlastní posádkou.        |
| Archimède (Q142)      | 1.    | Chantiers navals français                      | 1927          | 6. září 1930       | prosinec 1932   | V letech 1940–1942 podřízena vládě ve Vichy. V roce 1942 unikla před zajetím Němci do Severní Afriky. Součást sil Svobodné Francie. Modernizována v USA. Od roku 1945 trupové číslo S01. Do šrotu 1952.                          |
| Fresnel (Q143)        | 1.    | Ateliers et Chantiers de Saint-Nazaire-Penhoët | 1927          | 8. června 1929     | únor 1931       | V letech 1940–1942 podřízena vládě ve Vichy. Dne 27. listopadu 1942 v Toulonu potopena vlastní posádkou. |
| Monge (Q144)          | 1.    | Forges et chantiers de la Méditerranée         | 1927          | 25. června 1929    | červen 1932     | V letech 1940–1942 podřízena vládě ve Vichy. Ztracena v bitvě o Madagaskar. Dne 8. května 1942 poblíž Diego Suarez potopena britským torpédoborcem HMS Active.                                                                   |
| Achille (Q147)        | 1.    | Arsenal de Brest                               | 1927          | 28. května 1930    | červen 1933     | Dne 18. června 1940 během oprav v Brestu vyhozena do vzduchu, aby nebyla zajata Němci. |
| Ajax (Q148)           | 1.    | Arsenal de Brest                               | 1927          | 28. května 1930    | únor 1934       | V roce 1940 zůstala podřízena vládě ve Vichy. Dne 24. září 1940 v bitvě o Dakar potopena britským torpédoborcem HMS Fortune. |
| Actéon (Q149)         | 1.    | Ateliers et Chantiers de la Loire              | 1927          | 10. dubna 1929     | prosinec 1931   | V letech 1940–1942 podřízena vládě ve Vichy. Potopena při spojenecké invazi do Severní Afriky. Dne 8. listopadu 1942 poblíž Oranu potopena britským torpédoborcem HMS Westcott.                                                  |
| Achéron (Q150)        | 1.    | Ateliers et Chantiers de la Loire              | 1927          | 6. srpna 1929      | únor 1932       | V letech 1940–1942 podřízena vládě ve Vichy. Dne 27. listopadu 1942 v Toulonu potopena vlastní posádkou. |
| Argo (Q151)           | 1.    | Ateliers et Chantiers Dubigeon                 | 1927          | 11. dubna 1929     | únor 1933       | V letech 1940–1942 podřízena vládě ve Vichy. Od roku 1943 součást sil Svobodné Francie. Do šrotu 1946. |
| Prométhée (Q153)      | 1.    | Arsenal de Cherbourg                           | 1927          | 1930               | 1932            | Dne 8. července 1932 se potopila. |
| Persée (Q154)         | 1.    | Chantiers navals français                      | 1928          | 23. května 1931    | červen 1934     | V roce 1940 zůstala podřízena vládě ve Vichy. Dne 23. září 1940 v bitvě o Dakar potopena britskými torpédoborci HMS Foresight a HMS Inglefield.                                                                                  |
| Protée (Q155)         | 1.    | Forges et chantiers de la Méditerranée         | 1928          | 31. července 1930  | listopad 1932   | V letech 1940–1942 podřízena vládě ve Vichy. Zůstala odzbrojena na britské základně v Alexandrii. Od roku 1943 součást sil Svobodné Francie. Dne 29. prosince 1943 se v Toulonu potopila na mině.                                |
| Pégase (Q156)         | 1.    | Ateliers et Chantiers de la Loire              | 1928          | 28. července 1930  | červen 1932     | V letech 1940–1942 podřízena vládě ve Vichy. V září 1941 byla v Saigonu vyřazena a odzbrojena. Později sešrotována. |
| Phénix (Q157)         | 1.    | Ateliers et Chantiers Dubigeon                 | 1928          | 12. dubna 1930     | 1932            | Dne 15. června 1939 se potopila. |
| L`Espoire (Q167)      | 2.    | Arsenal de Cherbourg                           | 1929          | 18. července 1931  | únor 1934       | V letech 1940–1942 podřízena vládě ve Vichy. Dne 27. listopadu 1942 v Toulonu potopena vlastní posádkou. |
| Le Glorieux (Q168)    | 2.    | Ateliers et Chantiers de Saint-Nazaire-Penhoët | 1929          | 29. listopadu 1931 | červen 1934     | V letech 1940–1942 podřízena vládě ve Vichy. Dne 27. listopadu 1942 unikla z Toulonu do Severní Afriky. Součást sil Svobodné Francie. Modernizována v USA. Od roku 1945 trupové číslo S02. Do šrotu 1952.                        |
| Le Centaure (Q169)    | 2.    | Arsenal de Brest                               | 1929          | 14. října 1932     | leden 1935      | V letech 1940–1942 podřízena vládě ve Vichy. Od roku 1943 součást sil Svobodné Francie. Modernizována v USA. Od roku 1945 trupové číslo S04. Do šrotu 1952.                                                                      |
| Le Héros (Q170)       | 2.    | Arsenal de Brest                               | 1929          | 14. října 1932     | září 1936       | V letech 1940–1942 podřízena vládě ve Vichy. Ztracena v bitvě o Madagaskar. Dne 7. května 1942 poblíž Diego Suarez potopena letadly z britské letadlové lodě HMS Illustrious (87).                                               |
| Le Conquérant (Q171)  | 2.    | Ateliers et Chantiers de la Loire              | 1930          | 26. června 1934    | září 1936       | V letech 1940–1942 podřízena vládě ve Vichy. Potopena při spojenecké invazi do Severní Afriky. Dne 13. listopadu 1942 poblíž marockého Villa Cisneros potopena americkými palubními letadly.                                     |
| Le Tonnant (Q172)     | 2.    | Forges et chantiers de la Méditerranée         | 1930          | 15. prosince 1934  | červen 1937     | V letech 1940–1942 podřízena vládě ve Vichy. Ztracena při spojenecké invazi do Severní Afriky. Těžce poškozena spojeneckým letectvem unikla do španělských teritoriálních vod, kde 15. listopadu 1942 ztroskotala poblíž Cádizu. |
| Agosta (Q178)         | 3.    | Arsenal de Cherbourg                           | 1930          | 30. dubna 1934     | únor 1937       | Dne 18. června 1940 během oprav v Brestu vyhozena do vzduchu, aby nebyla zajata Němci. |
| Bévéziers (Q179)      | 3.    | Arsenal de Cherbourg                           | 1931          | 14. října 1935     | červen 1937     | V letech 1940–1942 podřízena vládě ve Vichy. Ztracena v bitvě o Madagaskar. Dne 5. května 1942 potopena v Diego Suarez letadly z britské letadlové lodě HMS Illustrious (87).                                                    |
| Ouessant (Q180)       | 3.    | Arsenal de Cherbourg                           | 1931          | 30. listopadu 1936 | leden 1939      | Dne 18. června 1940 během oprav v Brestu vyhozena do vzduchu, aby nebyla zajata Němci. |
| Sidi-Ferruch (Q181)   | 3.    | Arsenal de Cherbourg                           | 1931          | 9. července 1937   | leden 1939      | V letech 1940–1942 podřízena vládě ve Vichy. Potopena při spojenecké invazi do Severní Afriky. Dne 11. listopadu 1942 poblíž Casablanky potopena americkými palubními letadly.                                                   |
| Sfax (Q182)           | 3.    | Ateliers et Chantiers de la Loire              | 1931          | 6. prosince 1934   | září 1936       | Dne 19. prosince 1940 poblíž Casablanky torpédována německou ponorkou U 37. |
| Casabianca (Q183)     | 3.    | Ateliers et Chantiers de la Loire              | 1931          | 2. února 1935      | leden 1937      | V letech 1940–1942 podřízena vládě ve Vichy. Dne 27. listopadu 1942 unikla z Toulonu do Severní Afriky. Součást sil Svobodné Francie. Modernizována v USA. Od roku 1945 trupové číslo S03. Do šrotu 952.                         |

## Konstrukce

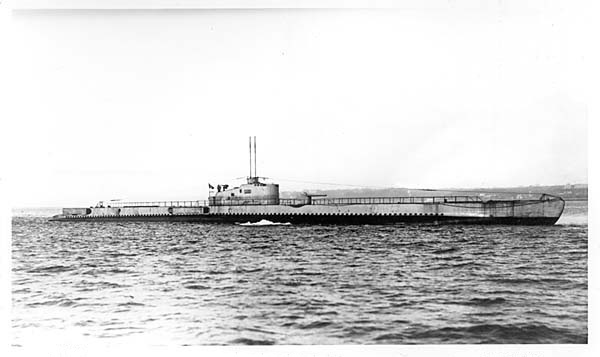
Ajax

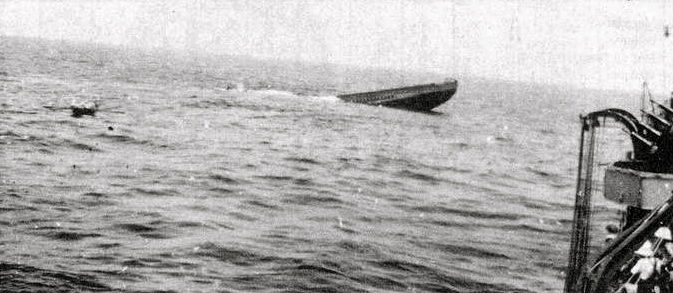
Potápějící se ponorka Ajax zachycená dne 25. září 1940 z britského torpédoborce HMS Fortune

Ponorky měly dvoutupou koncepci. Hlavňovou výzbroj představoval jeden 100mm kanón a dva 13,2mm kulomety. Ponorky byly vybaveny celkem jedenácti torpédomety dvou ráží. Čtyři 550mm torpédomety byly příďové uvnitř tlakového trupu. Další tři 550mm torpédomety byly externí otočné a zbývající dva 550mm torpédomety byly rovněž externí otočné, ale doplněné ještě dvěma 400mm torpédomety bez možnosti přebití. Neseno bylo jedenáct torpéd hlavní ráže a dvě sekundární ráže. Pohonný systém tvořily dva diesely Sulzer (nebo Schneider) o výkonu 6000 bhp a dva elektromotory o výkonu 2000 bhp, pohánějící dva lodní šrouby. Nejvyšší rychlost dosahovala 17 uzlů na hladině a 10 uzlů pod hladinou. Dosah byl 10 000 námořních mil při rychlosti deset uzlů na hladině a sto námořních mil při rychlosti pět uzlů pod hladinou. Operační hloubka ponoru dosahovala 80 metrů.

### Modifikace
Ponorky druhé a třetí série měly silnější diesely o výkonu 7200 a 8000 bhp, takže jejich rychlost na hladině se zvýšila na 19 a 20 uzlů. Od roku 1942 měly přeživší ponorky posílenu protiletadlovou výzbroj.